# Filovia Châtillon-Saint-Vincent
La filovia Châtillon-Saint-Vincent fu un effimero e pionieristico impianto filoviario, che dal 1920 al 1925 collegò la stazione ferroviaria di Châtillon al centro termale di Saint-Vincent, passando per il centro abitato di Châtillon.
Fu costruita dal geometra Vallino, e utilizzava tre vetture acquisite dalla filovia Ivrea-Cuorgnè, e successivamente vendute alla filovia di Desenzano.
Come nel caso di altri impianti coevi, il sistema non diede risultati soddisfacenti, e fu soppresso dopo pochi anni di esercizio.